# Gentianella cernua
Gentianella cernua är en gentianaväxtart som först beskrevs av Carl Sigismund Kunth, och fick sitt nu gällande namn av Fabris. Gentianella cernua ingår i släktet gentianellor, och familjen gentianaväxter. Inga underarter finns listade i Catalogue of Life.